# Campionato greco di calcio
Il campionato greco di calcio (ποδόσφαιρο στην Ελλάδα) ha come massima divisione la Souper Ligka Ellada.
Fino alla stagione 2005-2006 la Souper Ligka era conosciuta come Alpha Ethniki. Oggi è composta da 14 squadre, con le ultime due retrocesse al livello inferiore. Nell'estate del 2010 la Football League ha sostituito la Beta Ethniki. 
Al quarto livello, fino al 2013, c'era la Delta Ethniki, che è stata abolita per far posto ai campionati organizzati a livello regionale o locale (come l'Eccellenza e la Promozione italiana).
Le squadre più titolate della Super League sono in ordine l'Olympiacos Pireo, il Panathinaikos e l'AEK Atene, tutte squadre di Atene, che insieme hanno vinto la quasi totalità dei titoli. L'Olympiacos è diventata la prima e unica squadra greca a sollevare un trofeo UEFA, vincendo l'Europa Conference League nella stagione 2023-24, sconfiggendo la Fiorentina in finale. Inoltre, le giovanili dell'Olympiacos avevano vinto la UEFA Youth League nella stessa stagione, battendo in finale il Milan.

## Sistema attuale
| Livello | Livello | Serie                                                                         | Serie                                                                         | Serie                                                                         | Serie                                                                         | Serie                                                                         | Serie                                                                         |
| ------- | ------- | ----------------------------------------------------------------------------- | ----------------------------------------------------------------------------- | ----------------------------------------------------------------------------- | ----------------------------------------------------------------------------- | ----------------------------------------------------------------------------- | ----------------------------------------------------------------------------- |
| Pro-1   | Pro-1   | Super League Ellada 14 squadre                                                | Super League Ellada 14 squadre                                                | Super League Ellada 14 squadre                                                | Super League Ellada 14 squadre                                                | Super League Ellada 14 squadre                                                | Super League Ellada 14 squadre                                                |
| Pro-2   | Pro-2   | Federazione calcistica della Grecia Souper Ligka Ellada 2 girone A 10 squadre | Federazione calcistica della Grecia Souper Ligka Ellada 2 girone A 10 squadre | Federazione calcistica della Grecia Souper Ligka Ellada 2 girone A 10 squadre | Federazione calcistica della Grecia Souper Ligka Ellada 2 girone B 10 squadre | Federazione calcistica della Grecia Souper Ligka Ellada 2 girone B 10 squadre | Federazione calcistica della Grecia Souper Ligka Ellada 2 girone B 10 squadre |
| Dil-1   | Dil-1   | Federazione calcistica della Grecia Gamma Ethniki girone A 12 squadre         | Federazione calcistica della Grecia Gamma Ethniki girone B 12 squadre         | Federazione calcistica della Grecia Gamma Ethniki girone C 12 squadre         | Federazione calcistica della Grecia Gamma Ethniki girone D 12 squadre         | Federazione calcistica della Grecia Gamma Ethniki girone E 12 squadre         | Federazione calcistica della Grecia Gamma Ethniki girone F 12 squadre         |
| Dil-2   | Dil-2   | Campionati locali                                                             | Campionati locali                                                             | Campionati locali                                                             | Campionati locali                                                             | Campionati locali                                                             | Campionati locali                                                             |

## Riforma 2025-2027
A partire dalla stagione 2025-2026 inizierà una nuova riforma della piramide calcistica che verrà completata nella stagione successiva, la 2026-2027, e che avverrà in questo modo:
- 2025-2026, in vigore dal 1º luglio 2025: La Gamma Ethniki è passata dall'essere composta da 4 gruppi da 18 squadre ciascuna a 6 gironi da 12 squadre e solo per la questa stagione non ci saranno i play-off per le promozioni dai campionati locali alla divisione superiore e tutte le 56 squadre saranno promosse direttamente: 53 campioni delle E.P.S. e le 3 seconde classificate delle associazioni fondatrici dell'EPO, ovvero Macedonia (Salonicco), Atene e Pireo.

- 2026-2027: La Super League 2, che attualmente è composta da 2 gruppi da 10 squadre ciascuno, diventerà a girone unico con 16 partecipanti mentre la Gamma Ethiniki si modificherà nuovamente passando da 6 gruppi a 2. Inoltre, tra Gamma Ethniki (che diventerà semi-professionistica) e campionati locali, sarà istituito un campionato regionale (Delta Ethniki) con 10-12 gironi. In questa stagione saranno poi reintrodotti i play-off per la promozione dai campionati locali alla Delta Ethniki, con promozione ad essa e conseguente retrocessione da essa di 28-32 squadre.[1]